# Jorge Caribé
Jorge Caribé (Rio de Janeiro) e um carnavalesco brasileiro especializado principalmente em temas afros e sempre atuando em escolas de samba dos Grupos de acesso do Carnaval carioca, embora tivesse passagens no Grupo Especial.

## Carreira
Iniciou sua carreira como carnavalesco no ano de 2000 na escola de samba Lins Imperial,  onde com o enredo No ano 2000, o Rei Gongá é a cultura nos 500 anos do Brasil alcançando a 6º colocação no antigo Grupo de acesso B. em 2001 foi convidado a fazer parte da Comissão de Carnaval idealizada pela Vila Isabel, continuou na Lins Imperial e assinou o carnaval da Engenho da Rainha. Em seguida, permanecendo a frente da Lins Imperial por 3 anos, onde conquistou o título do antigo Grupo de acesso B de 2003 com o enredo em homenagem a Aroldo Melodia que tinha como título:Segura a Marimba! Aroldo Melodia vem aí e dessa vez, no ano de 2004, em mais uma homenagem, dessa vez a escola de samba Mangueira, alcançando a 12.ª colocação e nos anos de 2005 e 2006, fez os carnavais do Arranco e União do Parque Curicica e subindo essas escolas de grupo.
No ano de 2006 assumiu o comando do carnaval da Em Cima da Hora que desfilou com o enredo Festa dos Deuses Afro-Brasileiros e sendo campeão do Grupo de acesso D. Em 2008, conquistou mais um título, dessa vez com a então emergente Inocentes de Belford Roxo, na qual desenvolveu o enredo Ewe, a cura vem da floresta, pelo Grupo de acesso B e continuou na Em Cima da Hora, onde foi rebaixado com o enredo Entre pulgas e piolhos... Assim levaram nossos tesouros. No ano de 2009, fez a sua estreia como carnavalesco de Grupo Especial, na tradicional Portela, onde atuando com Lane Santana e problemas estruturais, levou a escola de Madureira a terceira colocação. o mesmo se repetiu em outra tradicional, agora na Mangueira, onde na companhia de Jaime Cezário levaram a verde e rosa ao desfile das campeãs, com o enredo Mangueira é música do Brasil e no carnaval de 2010 foi contratado pela segunda vez como carnavalesco da escola de samba Lins Imperial.
Depois de bons êxitos no Grupo Especial e afastado do carnaval, foi contratado pela União de Jacarepaguá ao manter-lá na Série A ao elaborar o enredo Dos Barões do café à cidade universitária. Vassouras, ouro verde do Brasil!, mas no ano de 2014 foi rebaixado, tendo como enredo Iourubás - a história do povo Nagô e nesse ano ia também assinar o desfile da Sereno de Campo Grande, mas não concluiu. No carnaval de 2015 foi contratado  como carnavalesco da escola de samba Renascer de Jacarepaguá para desenvolver um tema sobre Candeia e além disto continuou como carnavalesco da União de Jacarepaguá, para desenvolver o enredo Da Corte de Abatolá à terra dos Tupinambas!. quando tudo garantiria que consecutivamente faria mais uma ano como jornada dupla, Jorge Caribé se desligou da União de Jacarepaguá mas continua a frente da Renascer,´cujo enredo falará sobre os Ibejis.
Atuou ainda nas escolas de samba Império da Tijuca e Novo Império, no Carnaval de Vitória e em 2020 retorna a Inocentes de Belford Roxo, onde desenvolverá um enredo bem diferente do seu estilo estreia em Uruguaiana, pela Bambas da Alegria e tinha renovado com a União de Jacarepaguá, onde sagrou-se campeão da Série D em 2019. mas devido a problemas internos se desligou e agora passa a estar na dissidência da agremiação anterior, a Novo Império que estreia esse ano e retornou ao Carnaval de Vitória, agora como carnavalesco da Unidos da Piedade.

## Carnavais
Abaixo, a lista de desfiles assinados por Jorge Caribé.
| Ano  | Escola                | Colocação   | Divisão        | Enredo                                                                           | Ref.   |
| ---- | --------------------- | ----------- | -------------- | -------------------------------------------------------------------------------- | ------ |
| 2000 | Lins Imperial         | 6.º lugar   | Grupo B        | No ano 2000, o Rei Gongá é a cultura nos 500 anos do Brasil                      | [ 12 ] |
| 2001 | Unidos de Vila Isabel | 4.º lugar   | Grupo A        | Estado maravilhoso cheio de encantos mil                                         | [ 13 ] |
| 2001 | Lins Imperial         | 5.º lugar   | Grupo B        | O canto da Guerreira                                                             | [ 14 ] |
| 2001 | Engenho da Rainha     | 7.º lugar   | Grupo C        | Engenho da Rainha, 51 anos: Uma boa ideia                                        | [ 15 ] |
| 2002 | Lins Imperial         | 7.º lugar   | Grupo B        | Os Cucumbis: a trajetória do samba                                               | [ 16 ] |
| 2003 | Lins Imperial         | Campeã      | Grupo B        | Segura a Marimba! Aroldo Melodia vem aí                                          | [ 17 ] |
| 2004 | Lins Imperial         | 12.º lugar  | Grupo A        | 75 Anos de Mangueira - É Bom Se Segurar, Que a Poeira Vai Subir                  | [ 18 ] |
| 2005 | Arranco               | Vice-campeã | Grupo B        | Quem vai querer?                                                                 | [ 19 ] |
| 2005 | Parque Curicica       | Campeã      | Grupo C        | Bahia de São Salvador, o Porto Seguro do Brasil                                  | [ 20 ] |
| 2006 | Arranco               | 7.º lugar   | Grupo A        | Gueledés, o Retrato da Alma                                                      | [ 21 ] |
| 2006 | Parque Curicica       | 4.º lugar   | Grupo B        | GLS com a bandeira da alegria, o babado da Curicica no carnaval é só alegria!    | [ 22 ] |
| 2006 | Em Cima da Hora       | Campeã      | Grupo D        | Festa dos Deuses Afro-Brasileiros                                                | [ 23 ] |
| 2007 | Flor da Passagem      | 3.º lugar   | Especial (CF)  | Gueledés, a história da personalidade humana                                     |        |
| 2007 | Vizinha Faladeira     | 5.º lugar   | Grupo B        | Oduduya - A volta ao tempo da criação                                            | [ 24 ] |
| 2007 | Em Cima da Hora       | 5.º lugar   | Grupo C        | Os tambores do Brasil                                                            | [ 25 ] |
| 2008 | Inocentes             | Campeã      | Grupo B        | Ewe, a cura vem da floresta                                                      | [ 26 ] |
| 2008 | Em Cima da Hora       | 12.º lugar  | Grupo C        | Entre pulgas e piolhos... Assim levaram nossos tesouros                          | [ 27 ] |
| 2009 | Portela               | 3.º lugar   | Especial       | E por falar em amor… Onde anda você?                                             | [ 28 ] |
| 2010 | Mangueira             | 6.º lugar   | Especial       | Mangueira é música do Brasil                                                     | [ 29 ] |
| 2010 | Lins Imperial         | 8.º lugar   | Grupo RJ 1     | Folia de Reis                                                                    | [ 30 ] |
| 2013 | União de Jacarepaguá  | 15.º lugar  | Série A        | Dos Barões do café à cidade universitária. Vassouras, ouro verde do Brasil!      | [ 31 ] |
| 2014 | União de Jacarepaguá  | 15.º lugar  | Série A        | Iourubás - a história do povo Nagô                                               | [ 32 ] |
| 2015 | Renascer              | 9.º lugar   | Série A        | Manifesto ao povo em forma de arte!                                              | [ 33 ] |
| 2015 | União de Jacarepaguá  | 3.º lugar   | Grupo B        | Da Corte de Abatalá à terra dos Tupinambas!                                      | [ 34 ] |
| 2016 | Renascer              | 8.º lugar   | Série A        | Ibejís - Nas brincadeiras de crianças: Os orixás que viraram santos no Brasil... | [ 35 ] |
| 2016 | Novo Império          | Campeã      | Acesso (VIT)   | Sou Bantu, sou Kimbondo, sou Angola, sou Espírito Santo. Sou Quilombola!         |        |
| 2017 | Novo Império          | 4.º lugar   | Especial (VIT) | A cura para o mundo está aqui! Vitória, um manto cheio de esperança              |        |
| 2017 | União de Jacarepaguá  | 11.º lugar  | Série C        | Os Retornantes                                                                   |        |
| 2018 | Novo Império          | 4.º Lugar   | Especial (VIT) | No vai e vem do mar, lá se vão 100 anos do Sindicato da Estiva                   | [ 36 ] |
| 2018 | Império da Tijuca     | 7.º Lugar   | Série A        | Olubajé - Um banquete para o rei                                                 |        |
| 2018 | União de Jacarepaguá  | 4.º Lugar   | Série D        | Caruaru - capital do Forró e do São João mais arretado do Brasil                 |        |
| 2019 | Império da Tijuca     | 4.º lugar   | Série A        | Império do Café, o Vale da Esperança                                             |        |
| 2019 | União de Jacarepaguá  | Campeã      | Série D        | Africanidades                                                                    |        |
| 2020 | Bambas da Alegria     | 6.º lugar   | Especial (URU) | Se Você Ouviu é Porque Não Acabou. O Bambas Canta a Igualdade Social             | [ 9 ]  |
| 2020 | Inocentes             | 4.º Lugar   | Série A        | Marta do Brasil – Chorar no começo para sorrir no fim                            | [ 8 ]  |
| 2020 | Novo Império          | 3.º lugar   | Avaliação      | Quilombo: força e resistência                                                    | [ 10 ] |
| 2022 | Unidos da Piedade     | 6.º lugar   | Especial (VIT) | Da riqueza do café, sua força e majestade                                        | [ 11 ] |
| 2023 | Cubango               | 13.° lugar  | Série Prata    | O Fruto da África de Todos os Deuses no Brasil de Fé: Candomblé                  |        |
| 2026 | Novo Império          |             | Série Bronze   |                                                                                  |        |

## Títulos e estatísticas
| Grupo                     | Campeonato | Ano        | Vice | Ano  | Terceiro lugar | Ano  |
| ------------------------- | ---------- | ---------- | ---- | ---- | -------------- | ---- |
| Primeira divisão (RJ)     | 0          | -          | 0    | -    | 1              | 2009 |
| Segunda divisão (Vitória) | 1          | 2016       | 0    | -    | 0              | -    |
| Terceira divisão (RJ)     | 2          | 2003; 2008 | 1    | 2005 | 1              | 2015 |
| Quarta divisão (RJ)       | 1          | 2005       | 0    | -    | 0              | -    |
| Quinta divisão (RJ)       | 2          | 2006, 2019 | 0    | -    | 0              | -    |

## Premiações
- Estrela do Carnaval

1. 2020 - Melhor enredo (Inocentes - "Marta do Brasil – Chorar no Começo para Sorrir no Fim") [37]

- Prêmio 100% Carnaval

1. 2020 - Melhor carnavalesco (Inocentes) [38]

- Prêmio SRzd

1. 2020 - Melhor enredo (Inocentes - "Marta do Brasil – Chorar no Começo para Sorrir no Fim") [39]

- S@mba-Net

1. 2003 - Melhor conjunto de alegorias (Lins Imperial) [40]
2. 2016 - Melhor enredo (Renascer - "Ibejís - Nas Brincadeiras de Crianças: Os Orixás que Viraram Santos no Brasil...") [41]
3. 2016 - Melhor conjunto de fantasias (Renascer) [41]

- Samba É Nosso

1. 2015 - Melhor enredo (Renascer - "Manifesto ao povo em forma de arte!") [42]

- Troféu Jorge Lafond

1. 2006 - Melhor enredo (Parque Curicica - "GLS com a Bandeira da Alegria, o Babado da Curicica no Carnaval É só Alegria!") [43]
2. 2008 - Melhor enredo (Inocentes - "Ewe, a Cura Vem da Floresta") [44]

- Troféu Sambista

1. 2018 - Melhor enredo (Império da Tijuca - "Olubajé - Um Banquete para o Rei") [45]